# Conus corallinus
Espèce
Statut de conservation UICN

 LC  : Préoccupation mineure
Conus corallinus est une espèce de mollusques gastéropodes marins de la famille des Conidae.
Comme toutes les espèces du genre Conus, ces escargots sont prédateurs et venimeux. Ils sont capables de « piquer » les humains et doivent donc être manipulés avec précaution, voire pas du tout.

## Description
La taille de la coquille varie entre 15 mm et 37,5 mm.

## Distribution
Cette espèce marine est présente au large de Okinawa, au Japon et en Nouvelle-Calédonie.

### Niveau de risque d’extinction de l’espèce
Selon l'analyse de l'UICN réalisée en 2011 pour la définition du niveau de risque d'extinction, cette espèce est présente dans une zone allant de Taïwan et des Philippines à la Nouvelle-Calédonie et aux îles Salomon, à l'exclusion du Vanuatu. Il s'agit d'une espèce à large aire de répartition et elle est commune dans l'ensemble de son aire de répartition. Il n'y a pas de menaces majeures connues, elle est donc classée dans la catégorie préoccupation mineure.

## Taxonomie

### Publication originale
L'espèce Conus corallinus a été décrite pour la première fois en 1847 par le zoologiste français Louis Charles Kiener (1799-1881) dans la publication intitulée « Spécies général et iconographie des coquilles vivantes Vol 2 »,.

### Synonymes
- Conus (Splinoconus) corallinus Kiener, 1847 · appellation alternative
- Isoconus corallinus (Kiener, 1847) · non accepté
- Kioconus (Isoconus) corallinus (Kiener, 1847) · non accepté
- Leporiconus corallinus (Kiener, 1847) · non accepté

## Identifiants taxonomiques
Chaque taxon catalogué par les bases de données biologiques et taxonomiques possède un identifiant qui permet d'établir un point de référence. Les identifiants de Conus corallinus dans les principales bases sont les suivants :
BOLD : 650293 - CoL : XX83 - GBIF : 5857096 - iNaturalist : 431922 - IRMNG : 11704015 - NCBI : 699526 - TAXREF : 137931 - UICN : 192416 - WoRMS : 426464